# Planetal
Planetal è un comune di 904 abitanti del Brandeburgo, in Germania.

Appartiene al circondario (Landkreis) di Potsdam-Mittelmark (targa PM) ed è parte della comunità amministrativa (Amt) di Niemegk.

## Geografia antropica
Il comune di Planetal è suddiviso nelle frazioni (Ortsteil) di Dahnsdorf, Kranepuhl, Locktow e Mörz, e comprende la località abitata (Bewohnter Gemeindeteil) di Ziezow e i nuclei abitati (Wohnplatz) di Komthurmühle e Neue Mühle.